# Imelda Marcos
Imelda Remedios Visitación Trinidad Romuáldez-Marcos (født 2. juli 1929 i Manila) var Filippinernes førstedame fra 1965 til 1986 som præsident Ferdinand Marcos' kone.
Efter præsident Marcos' fald flygtede parret til Hawaii. Efterfølgende fandt man over 1000 par sko, tilhørende Imelda Marcos. I 1991 (to år efter Ferdinand Marcos' død) fik Imelda Marcos lov til at vende tilbage til Filippinerne. Siden har hun været en væsentlig politisk aktør, samtidig med at hun har været tiltalt for adskillige korruptionsforhold.